# Александар Сариевски
Александар Сариевски (Галичник, 20. јун 1922 — Скопље, 19. децембар 2002) био је македонски певач и композитор.

## Биографија
Сариевски је рођен у селу Галичнику поред Дебра, средњу школу завршио је у Скопљу, где је научио да свира хармонику и почео да се занима за музику. Одмах након Другог светског рата, већ 1946. снимио је за Радио Скопље своју прву песму А бре невесто око калешо, тиме је отпочела његова богата музичка каријера, која је трајала готово шест деценија.
Сариевски је био један од оснивача познатог македонског професионалног фолклорног ансамбла Танец (основан 1949. године у Скопљу), с којим је сарађивао и наступао током целе своје каријере као њихов гост. Александар Сариевски био је вредан сакупљач и први интерпретатор македонских народних песама, које су у његовој изведби постале познате широм света, попут песама: Јовано, Јованке, Море сокол пие, Абер дојде Донке, Горичице Лиљанова, Филизо моме, Учи ме мајко, карај ме и бројних других песама. Поред тога што је откривао богато музичко народно благо, он је био и аутор бројних песама, писаних у истој традицији.
Најпознатија његова композиција је свакако Зајди, зајди, јасно сонце, иако већина у бившој Југославији мисли да је то македонска народна песма, Сариевски је написао и компоновао. Током богате и плодне каријере је урадио око 400 песама, а са колегиницом Васком Илиевом је снимио дуете. Александар Сариевски је умро у Скопљу 2002. године.